# Ірландсько-хорватські відносини
Ірландсько-хорватські відносини — двосторонні дипломатичні відносини між Ірландією та Хорватією.

## Історія
15 січня 1992 Ірландія визнала Хорватію незалежною державою від Соціалістичної Федеративної Республіки Югославія. Дипломатичні відносини між Ірландією та Хорватією було встановлено 27 січня 1995 року. Між країнами склалися дружні відносини, в яких немає серйозних проблем. Ірландія надала рішучу підтримку хорватській заявці на вступ до Європейського союзу (ЄС). У першій половині 2004 року Ірландія головувала в Раді Європейського союзу і Хорватія отримала позитивну відповідь на присвоєння статусу кандидата на вступ до ЄС. У червні 2003 року прем'єр-міністр Хорватії Івиця Рачан здійснив державний візит до Ірландії, в ході якого провів зустріч з прем'єр-міністром Ірландії Патріком Бартолом'ю Ахерном, спікером палати представників Ірландії Рорі О'Хенлон і спікером сенату Ірландії Рорі Кілі.
У листопаді 2005 року Патрік Бартолом'ю Ахерн відвідав Хорватію, в ході офіційного візиту провів зустріч з президентом Хорватії Степаном Месичем, прем'єр-міністром Іво Санадером, спікером хорватського сабору Володимиром Шексом та іншими офіційними особами. Патрік Бартолом'ю Ахерн висловив підтримку вступу Хорватії в ЄС. Прем'єр-міністри обох країн наголосили на важливості більш глибокої економічної, культурної та наукової співпраці між державами. Прем'єр-міністр Іво Санадер заявив, що Хорватія перейняла ірландський досвід в процедурі реєстрації компаній і відкриття торговельних підприємств.
У червні 2013 року президент Ірландії Майкл Гіґґінс відвідав Хорватію з офіційним державним візитом, ставши першим ірландським президентом, який відвідав цю країну. Під час свого візиту Майкл Гіґґінс провів зустріч з президентом Хорватії Іво Йосиповичем та іншими державними службовцями, а також прочитав лекцію в Загребськом університеті про ірландський досвід членства в Європейському союзі і майбутньому цього союзу. 1 вересня 2016 року католицька Джаковсько-Осієцька архідіоцезія відкрила хорватську католицьку місію в Дубліні з метою задоволення релігійних і духовних потреб хорватських католиків в Ірландії. В даний час країни є повноправними членами Європейського союзу. З 2013 по 2017 рік 14 552 громадянина Хорватії емігрували в Ірландію.
5 квітня 2017 року президент Хорватії Колінда Грабар-Китарович відвідала з офіційним візитом Ірландію, де провела зустріч з президентом Майклом Гіґґінсом, прем'єр-міністром Ендою Кенні, мером Дубліна Бренданом Карром та іншими політиками. Президент Колінда Грабар-Китарович взяла участь у традиційній церемонії посадки дерев в Резиденції президента Ірландії, поклала вінок в Садах Пам'яті і відвідала Ірландський музей еміграції.

## Торгівля
З 1993 по 2011 ірландські бізнесмени вклали 139,3 мільйонів євро в економіку Хорватії і зайняли 18-е місце серед провідних інвесторів в цю країну.
У 2010 Хорватію відвідали 28 933 ірландських туриста, а інвестиції Ірландії в економіку Хорватію склали суму 70,4 млн євро. Хорватія експортувала в Ірландію товарів на суму 14,4 млн євро (в основному медичні препарати і добрива) та імпортувала з Ірландії товарів на суму 73,1 млн євро (в основному ефірні олії та парфумерію, ліки, машинне обладнання і різні хімікати). У 2012 році Хорватія експортувала в Ірландію товари на суму 13,3 млн доларів США, а імпортувала — на суму 94,5 млн доларів США.
У 2013 році Хорватія вступила в ЄС і Ірландія стала однією з найпопулярніших країн для хорватських мігрантів. 16 червня 2015 року Радіо і телебачення Хорватії випустило в ефір документальний фільм про хорватських емігрантів в Ірландії під назвою «Наша прекрасна Ірландія — обітована земля для хорватського народу» (Lijepa naša Irska — obećana za hrvatske građane). У 2015 році і в січні 2016 року 5500 хорватів переїхали жити до Ірландії, в основному в Дублін, Корк, Лімерик і Голвей.

## Дипломатичні представництва
- Ірландія має посольство в Загребі[21].
- Хорватія має посольство в Дубліні[22].